# 天王川 (津島市)

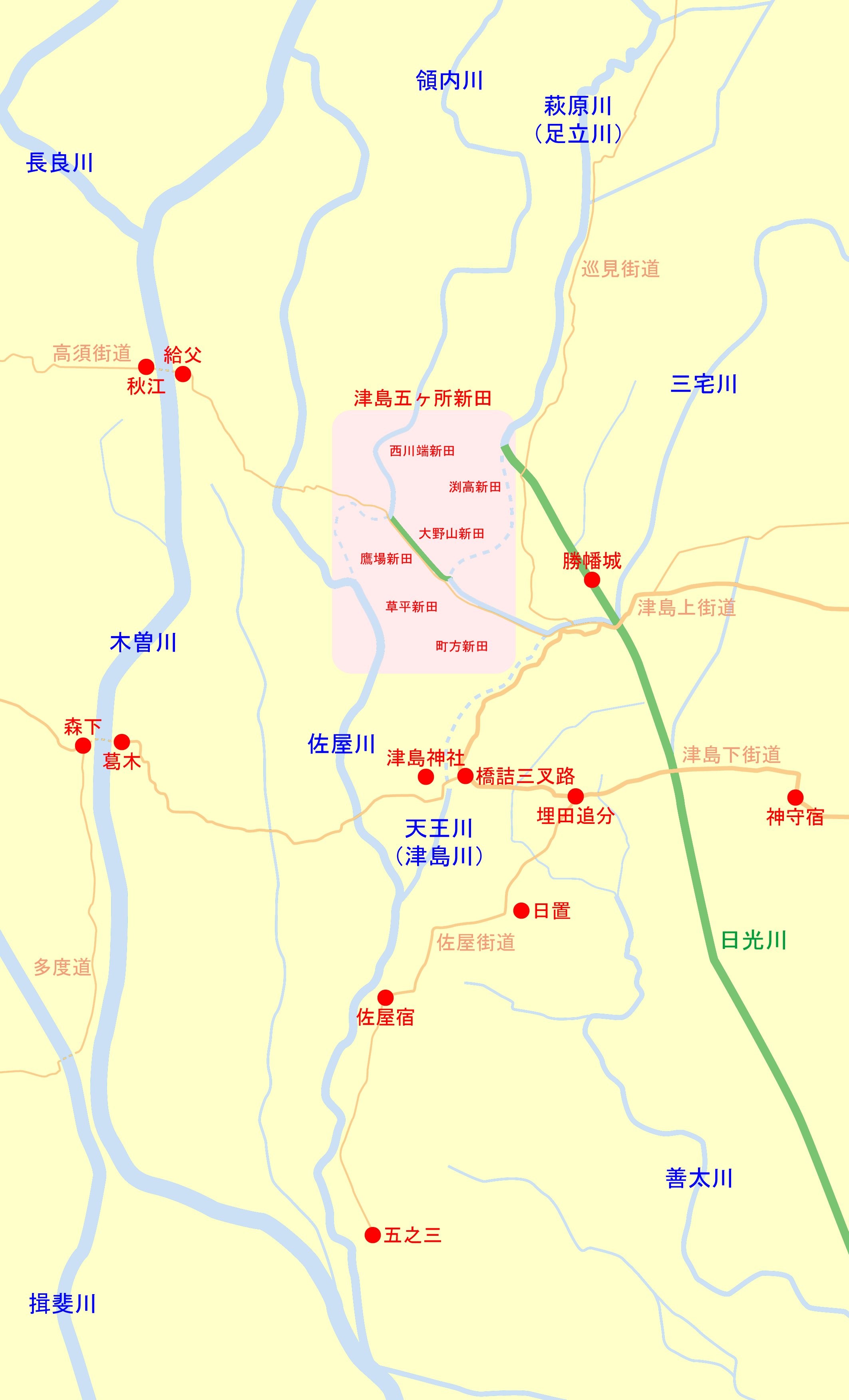
江戸時代末ごろの天王川周辺の位置関係図。破線は江戸時代初期ごろの旧河道、緑線・緑字は開削・付替後の新河道。橙線・橙字は主要街道、赤字は主要な地名など。

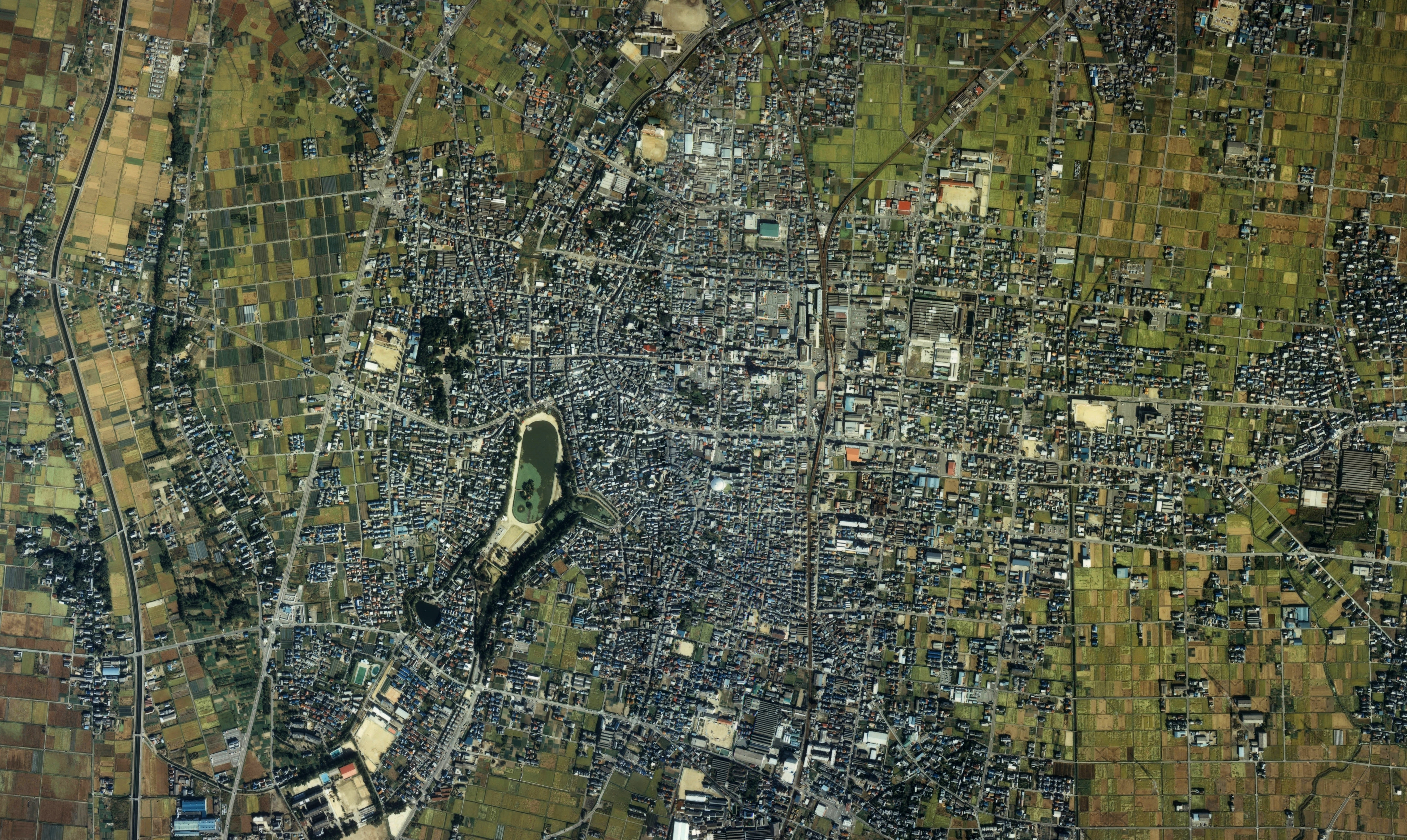
天王川が流れていた天王川公園周辺の航空写真。上端中央付近の津島北高等学校の南東を流れるのが新堀川、下端西寄りの津島高等学校付近が佐屋川合流点。
天王川公園から国道155号を挟んだ西側を流れる水路は、佐屋川跡に整備された海部幹線水路（佐屋川用水）。天王川公園から名鉄津島駅を挟んだ東側を南北に流れる川は、周辺の放水路として開削された日光川。
。

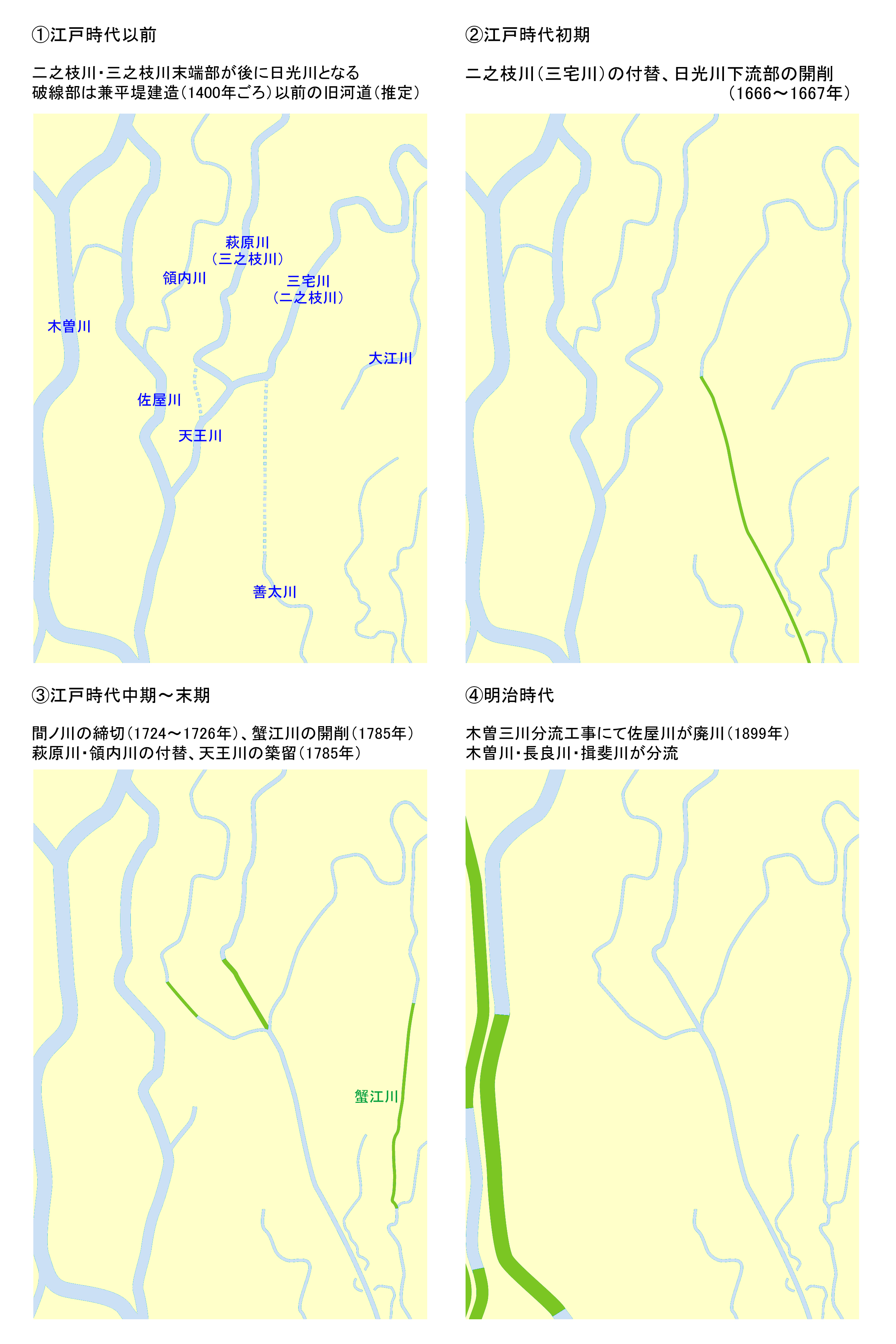
日光川および関連河川の改修工事の歴史

天王川（てんのうがわ）あるいは津島川（つしまがわ）は、かつて存在した木曽川分流・佐屋川支流の河川。

## 概要
かつて存在した天王川は愛知県稲沢市平和町領内付近で東西から川が合流し、新堀川が整備されている筋を通って天王川公園へと至り、現在の津島市立天王中学校や愛知県立津島高等学校がある付近を通って佐屋川に合流していた。東から合流する川は三宅川であり、西から合流するのは木曽川から分岐した萩原川（足立川）である。
現在天王川公園の中央に存在する「丸池」は天王川の名残である。津島神社のすぐ東側を通っており、津島市馬場町に現存する大いちょうは天王川の堤防に植わっていたと考えられ、古い惣図にも描かれている。

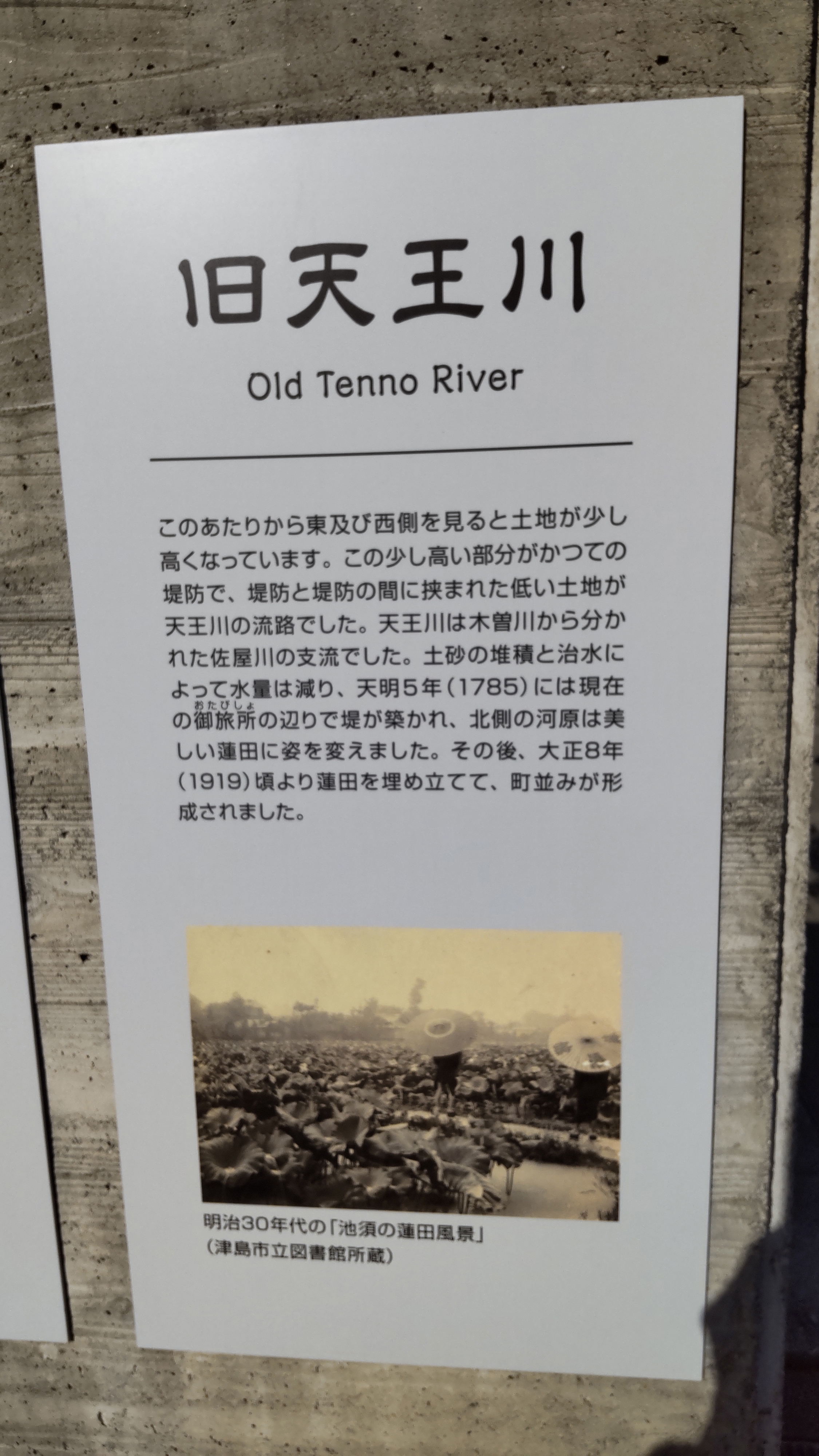
天王通1交差点に設置された説明文
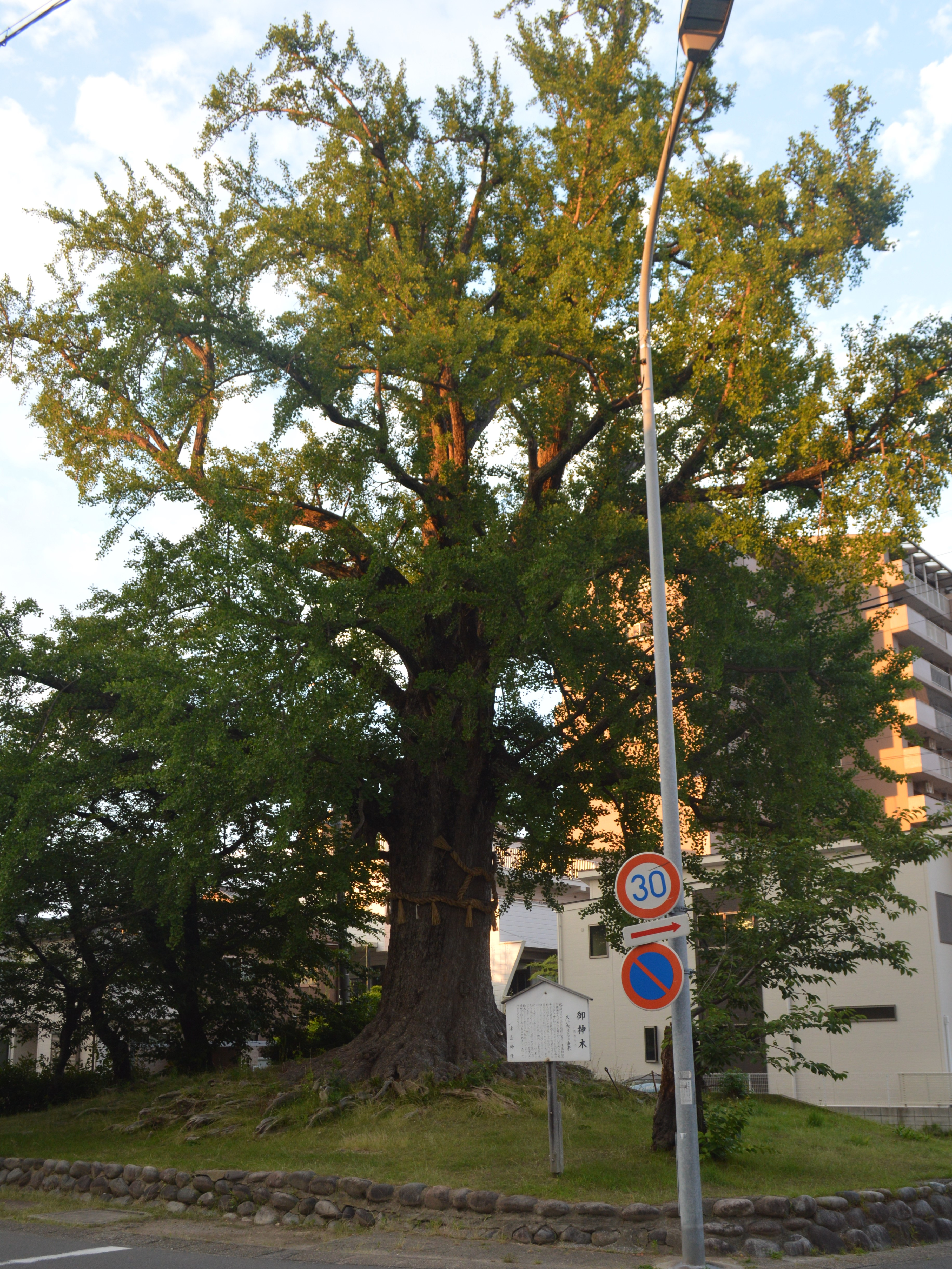
馬場町の大いちょう
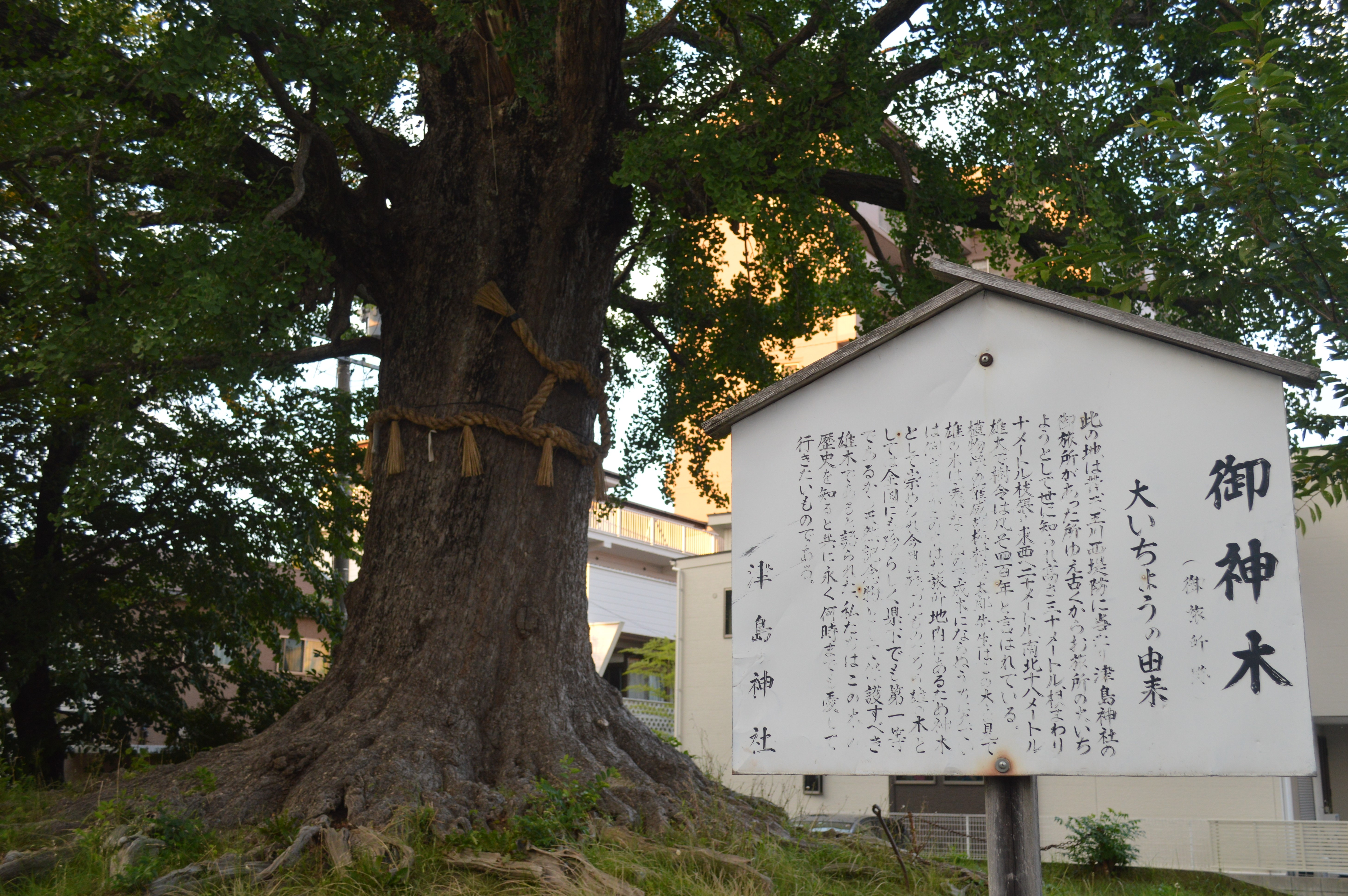
大いちょうの由来書

## 歴史
かつての木曽川左岸には「木曽八流」と呼ばれたように支派川が分流・合流を繰り返して流れており、天王川は主要な派川の1つである三之枝川の末端部に位置した。鎌倉時代以降の津島湊は木曽川を経て桑名湊へと至る渡しが重要な交通路となっていたが、1400年ごろに兼平堤によって二之枝川（三宅川）が三之枝川に合流するように改修されると天王川の水量は増し、二之枝川を通じて交易圏が拡大した津島湊はさらに発展していく。津島神社付近の津島街道橋詰三叉路との間にあった「天王橋」は100m以上の長さであったと伝えられ、連歌師の宗長は1526年（大永6年）の『宗長手記』で
此所のおのおの堤を家路とす．橋あり．三町あまり．勢田の長橋よりは猶遠かるべし—『宗長手記』
と記している。
1586年（天正14年）の木曽川の大洪水以前は木曽川本流が佐屋川筋を流れたが、大洪水の後に木曽川が現河道へと移り、残された澪筋を開削して佐屋川が整備される。江戸時代になり木曽川から佐屋川に至る左岸側に御囲堤が築かれると、木曽川からの土砂流入によって佐屋川の河床が上昇し、影響は支流の天王川・三宅川に及んで排水不良が生じる。1667年（寛文7年）には三宅川の悪水改善のために、勝幡付近から伊勢湾に至るまでの現在の日光川の下流部分が開削される。
1756年（宝暦6年）に天王橋を壊して杁が設置される。1785年（天明5年）には萩原川が日光川に直接的に繋がるように付け替えられ、また領内川を萩原川の旧河道を通る形で日光川へと合流させるとともに、萩原川から天王川へと旧流入口が築留めされ、おおよそ現在の河川形状が完成した。その後、文化年間をかけて日光川の拡幅工事が行われた。
天王川は日光川（萩原川）から切り離れたことで佐屋川の入江のような形状となるが、明治の木曽三川分流工事によって佐屋川が廃川になると孤立し「丸池」が完成する。なお、当時愛知県によって日光川からの運河開削が計画されたが、地元の反対によって中止されている。
1920年（大正9年）に「丸池」を中心とした天王川公園が完成した。